# Campionato del mondo rally 2023

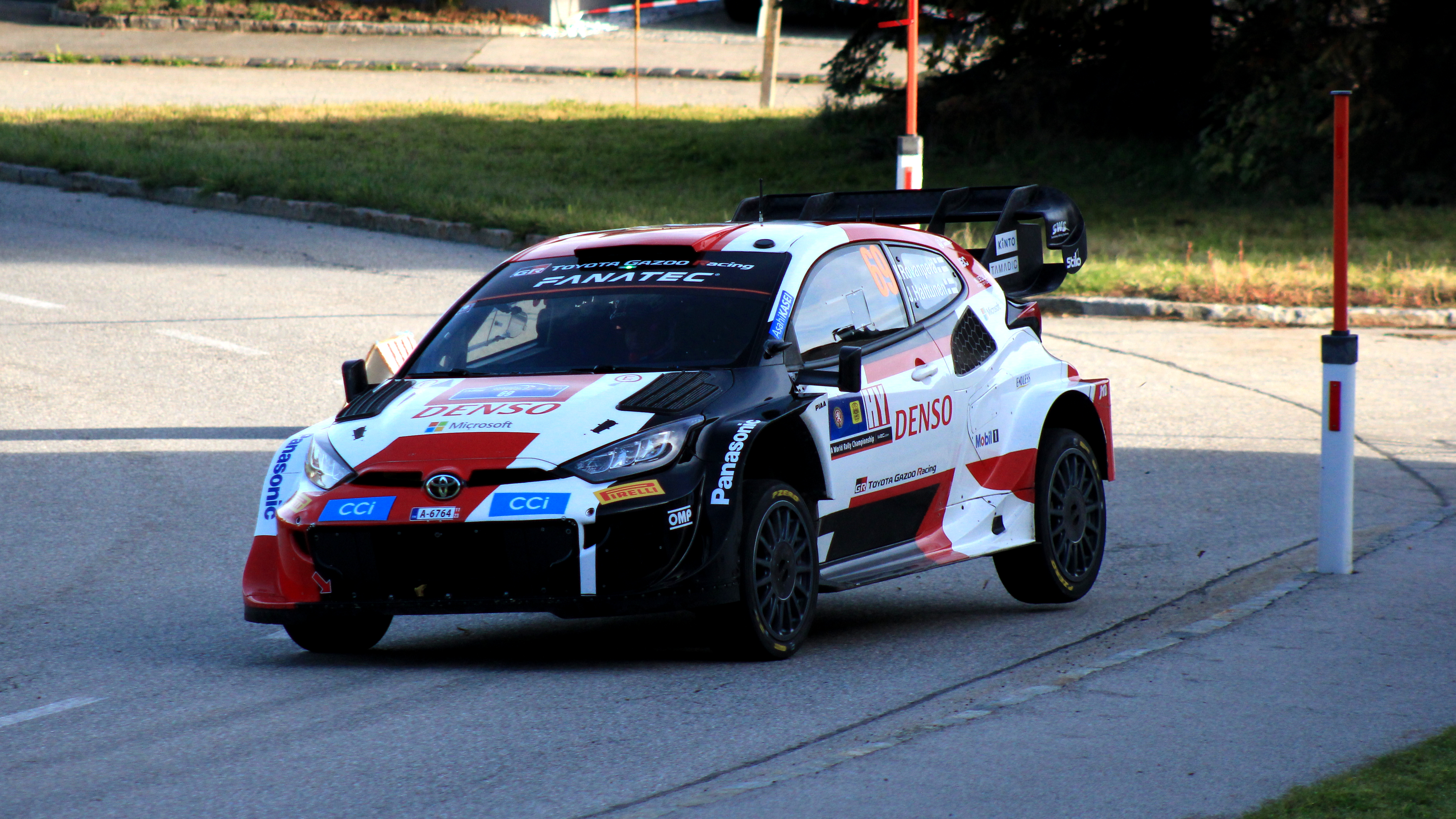
I campioni del mondo 2023 Kalle Rovanperä e Jonne Halttunen durante il Rally dell'Europa Centrale 2023

La stagione 2023 del campionato del mondo rally è la 51ª edizione della serie iridata organizzata dalla FIA; è iniziata il 19 gennaio con il Rally di Monte Carlo e si è conclusa il 19 novembre con il Rally del Giappone.

## Riepilogo
Le squadre e gli equipaggi gareggiano in tredici eventi e sono assegnati i titoli iridati piloti, co-piloti e costruttori. Gli equipaggi competono in auto conformi ai regolamenti del gruppo R. Solo i costruttori che gareggiano con vetture Rally1 omologate secondo i neonati regolamenti introdotti nel 2022 possono ottenere punti nel campionato costruttori. La serie viene ancora una volta supportata dalle categorie World Rally Championship-2 e World Rally Championship-3 in ogni tappa del campionato e dal Junior World Rally Championship in eventi selezionati.
Kalle Rovanperä e Jonne Halttunen sono i campioni in carica dopo aver conquistato il primo titolo in carriera nella passata stagione. La Toyota Gazoo Racing è invece il campione uscente nei costruttori per il terzo anno consecutivo.
Hanno partecipato al campionato gli stessi team che si erano contesi il titolo nel 2022, ovvero M-Sport con la Ford Puma Rally1, Toyota con la Toyota GR Yaris Rally1 la cui gestione è sempre affidata alla squadra Toyota Gazoo Racing e Hyundai con la Hyundai i20 N Rally1.

## Calendario
Il campionato, con i suoi tredici appuntamenti, ha toccato quattro continenti, con nove gare disputate in Europa, una in Africa, una in Asia, una in Nordamerica e una in Sudamerica.
| Calendario definitivo | Calendario definitivo   | Calendario definitivo               | Calendario definitivo         | Calendario definitivo |
| Tappa                 | Data                    | Rally                               | Sede                          | Superficie            |
| --------------------- | ----------------------- | ----------------------------------- | ----------------------------- | --------------------- |
| 1                     | 19-22 gennaio           | 91ème Rallye Automobile Monte-Carlo | Monte Carlo                   | Asfalto/neve          |
| 2                     | 9-12 febbraio           | 70th Rally Sweden                   | Umeå, contea di Västerbotten  | Neve                  |
| 3                     | 16-19 marzo             | 19º Rally Guanajuato México         | León, Guanajuato              | Sterrato              |
| 4                     | 20-23 aprile            | Croatia Rally 2023                  | Zagabria                      | Asfalto               |
| 5                     | 11-14 maggio            | 56º Vodafone Rally de Portugal      | Matosinhos, Porto             | Sterrato              |
| 6                     | 1º-4 giugno             | 20º Rally Italia Sardegna           | Olbia, Sardegna               | Sterrato              |
| 7                     | 22-25 giugno            | Safari Rally Kenya 2023             | Nairobi, contea di Nairobi    | Sterrato              |
| 8                     | 20-23 luglio            | 13. Rally Estonia                   | Tartu, Tartumaa               | Sterrato              |
| 9                     | 3-6 agosto              | 72nd Secto Rally Finland            | Jyväskylä, Finlandia Centrale | Sterrato              |
| 10                    | 7-10 settembre          | 67th EKO Acropolis Rally Greece     | Lamia, Grecia Centrale        | Sterrato              |
| 11                    | 28 settembre-1º ottobre | Rally Chile BIOBÍO 2023             | Concepción, Bío Bío           | Sterrato              |
| 12                    | 26-29 ottobre           | 1st Central Europe Rally            | Passavia, Baviera             | Asfalto               |
| 13                    | 16-19 novembre          | FORUM8 Rally Japan 2023             | Nagoya, Chūbu                 | Asfalto               |

## Cambiamenti nel regolamento

### Regolamento sportivo
Rispetto alla precedente stagione, nel 2023 sono state apportate alcune modifiche nel regolamento sportivo, di seguito le principali:
- La serie WRC-2 Junior venne rinominata WRC-2 Challenger e riguardava, senza limiti di età, i concorrenti che non avessero mai vinto il campionato della serie cadetta né fossero mai stati nominati da una scuderia per marcare punti nel campionato costruttori WRC.
- Non sarà più assegnato il titolo a squadre per la serie WRC-3;
- Il WRC3 Junior venne rinominato FIA Junior WRC Championship;
- La mini serie WRC-2 Masters Cup divenne la FIA Masters Cup ed era rivolta a tutti i concorrenti nati il o prima del 1º gennaio 1973 che avessero gareggiato con vetture appartenenti alle categorie del gruppo R al di sotto della Rally1, ovvero RC2, RC3, RC4, RC5 e/o R-GT.

## Squadre e piloti

### Iscritti WRC
| Squadre iscritte al campionato costruttori         | Squadre iscritte al campionato costruttori | Squadre iscritte al campionato costruttori | Squadre iscritte al campionato costruttori | Squadre iscritte al campionato costruttori | Squadre iscritte al campionato costruttori | Squadre iscritte al campionato costruttori | Squadre iscritte al campionato costruttori |
| Costruttori                                        | Auto                                       | Squadre                                    | Pneumatici                                 | N°                                         | Piloti                                     | Copiloti                                   | Rounds                                     |
| -------------------------------------------------- | ------------------------------------------ | ------------------------------------------ | ------------------------------------------ | ------------------------------------------ | ------------------------------------------ | ------------------------------------------ | ------------------------------------------ |
| Ford                                               | Ford Puma Rally1 Hybrid                    | M-Sport Ford WRT                           | P                                          | 7                                          | Pierre-Louis Loubet                        | Nicolas Gilsoul                            | 1–11                                       |
| Ford                                               | Ford Puma Rally1 Hybrid                    | M-Sport Ford WRT                           | P                                          | 7                                          | Pierre-Louis Loubet                        | Benjamin Veillas                           | 12                                         |
| Ford                                               | Ford Puma Rally1 Hybrid                    | M-Sport Ford WRT                           | P                                          | 8                                          | Ott Tänak                                  | Martin Järveoja                            | Tutti                                      |
| Ford                                               | Ford Puma Rally1 Hybrid                    | M-Sport Ford WRT                           | P                                          | 16                                         | Adrien Fourmaux                            | Alexandre Coria                            | 13                                         |
| Hyundai                                            | Hyundai i20 N Rally1 Hybrid                | Hyundai Shell Mobis WRT                    | P                                          | 4                                          | Esapekka Lappi                             | Janne Ferm                                 | Tutti                                      |
| Hyundai                                            | Hyundai i20 N Rally1 Hybrid                | Hyundai Shell Mobis WRT                    | P                                          | 6                                          | Daniel Sordo                               | Cándido Carrera                            | 1, 3, 5–7, 10, 13                          |
| Hyundai                                            | Hyundai i20 N Rally1 Hybrid                | Hyundai Shell Mobis WRT                    | P                                          | 11                                         | Thierry Neuville                           | Martijn Wydaeghe                           | Tutti                                      |
| Hyundai                                            | Hyundai i20 N Rally1 Hybrid                | Hyundai Shell Mobis WRT                    | P                                          | 42                                         | Craig Breen                                | James Fulton                               | 2                                          |
| Hyundai                                            | Hyundai i20 N Rally1 Hybrid                | Hyundai Shell Mobis WRT                    | P                                          | 3                                          | Teemu Suninen                              | Mikko Markkula                             | 8–9, 11-12                                 |
| Toyota                                             | Toyota GR Yaris Rally1 Hybrid              | Toyota Gazoo Racing WRT                    | P                                          | 17                                         | Sébastien Ogier                            | Vincent Landais                            | 1, 3–4, 6–7, 10, 12-13                     |
| Toyota                                             | Toyota GR Yaris Rally1 Hybrid              | Toyota Gazoo Racing WRT                    | P                                          | 33                                         | Elfyn Evans                                | Scott Martin                               | 1–3, 5–13                                  |
| Toyota                                             | Toyota GR Yaris Rally1 Hybrid              | Toyota Gazoo Racing WRT                    | P                                          | 69                                         | Kalle Rovanperä                            | Jonne Halttunen                            | Tutti                                      |
| Toyota                                             | Toyota GR Yaris Rally1 Hybrid              | Toyota Gazoo Racing WRT                    | P                                          | 18                                         | Takamoto Katsuta                           | Aaron Johnston                             | 2, 5, 8–9, 11                              |
|                                                    |                                            |                                            |                                            |                                            |                                            |                                            |                                            |
| Ulteriori iscritti non registrati come costruttori |                                            |                                            |                                            |                                            |                                            |                                            |                                            |
| Costruttori                                        | Auto                                       | Squadre                                    | Pneumatici                                 | N°                                         | Piloti                                     | Copiloti                                   | Rounds                                     |
| Ford                                               | Ford Puma Rally1 Hybrid                    | M-Sport Ford WRT                           | P                                          | 9                                          | Jourdan Serderidis                         | Frédéric Miclotte                          | 1, 3, 10                                   |
| Ford                                               | Ford Puma Rally1 Hybrid                    | M-Sport Ford WRT                           | P                                          | 9                                          | Jourdan Serderidis                         | Andy Malfoy                                | 7                                          |
| Ford                                               | Ford Puma Rally1 Hybrid                    | M-Sport Ford WRT                           | P                                          | 13                                         | Grégoire Munster                           | Louis Louka                                | 11-12                                      |
| Ford                                               | Ford Puma Rally1 Hybrid                    | M-Sport Ford WRT                           | P                                          | 28                                         | Alberto Heller                             | Luis Allende                               | 11                                         |
| Toyota                                             | Toyota GR Yaris Rally1 Hybrid              | Toyota Gazoo Racing WRT                    | P                                          | 18                                         | Takamoto Katsuta                           | Aaron Johnston                             | 1, 3–4, 6–7, 10, 12-13                     |
| Toyota                                             | Toyota GR Yaris Rally1 Hybrid              | Toyota Gazoo Racing WRT                    | P                                          | 37                                         | Lorenzo Bertelli                           | Simone Scattolin                           | 2                                          |
| Toyota                                             | Toyota GR Yaris Rally1 Hybrid              | Toyota Gazoo Racing WRT                    | P                                          | 33                                         | Elfyn Evans                                | Scott Martin                               | 4                                          |
| Toyota                                             | Toyota GR Yaris Rally1 Hybrid              | Toyota Gazoo Racing WRT                    | P                                          | 97                                         | Jari-Matti Latvala                         | Juho Hänninen                              | 9                                          |
| Fonti:                                             |                                            |                                            |                                            |                                            |                                            |                                            |                                            |

Legenda: Nº = Numero di gara.

### Iscritti FIA Masters Cup
Sono potuti partecipare alla FIA Masters Cup soltanto i concorrenti nati il o prima del 1º gennaio 1973 a bordo di vetture appartenenti alle categorie del gruppo R al di sotto della Rally1, ovvero RC2, RC3, RC4, RC5 e/o R-GT. Tali concorrenti sono indicati con sfondo verde; gli altri (su sfondo bianco), pur facendo ovviamente parte dell'equipaggio, non possono essere iscritti alla categoria per limiti di età.
| Costruttori | Auto                   | Squadre              | Pneumatici | Piloti               | Copiloti                   | Gare        |
| ----------- | ---------------------- | -------------------- | ---------- | -------------------- | -------------------------- | ----------- |
| Citroën     | Citroën C3 Rally2      | Daniel Alonso        | P          | Daniel Alonso        | Adrián Pérez               | 1           |
| Citroën     | Citroën C3 Rally2      | Daniel Alonso        | P          | Daniel Alonso        | Alejandro López            | 2           |
| Citroën     | Citroën C3 Rally2      | Eamonn Boland        | P          | Eamonn Boland        | MJ                         | 1, 4, 12-13 |
| Ford        | Ford Fiesta R5         | Henk Vossen          | P          | Henk Vossen          | Annemieke Hulzebos         | 1           |
| Ford        | Ford Fiesta Rally3     | Jason Bailey         | P          | Jason Bailey         | Shayne Peterson            | 3, 13       |
| Ford        | Ford Fiesta Rally3     | Jason Bailey         | P          | Jason Bailey         | James Willetts             | 7           |
| Ford        | Ford Fiesta Rally2     | Nasser Al-Atya       | P          | Nasser Al-Atya       | Giovanni Bernacchini       | 5–6         |
| Ford        | Ford Fiesta Rally2     | M-Sport Ford WRT     | P          | Georgios Vasilakis   | Thomas Krawszik            | 7, 10       |
| Ford        | Ford Fiesta Rally2     | Henk Vossen          | P          | Henk Vossen          | Radboud van Hoek           | 12          |
| Hyundai     | Hyundai i20 N Rally2   | Frédéric Rosati      | P          | Frédéric Rosati      | Philippe Marchetto         | 1           |
| Hyundai     | Hyundai i20 N Rally2   | Miguel Zaldivar      | P          | Miguel Zaldivar      | José Díaz                  | 2, 5        |
| Škoda       | Škoda Fabia RS Rally2  | Mauro Miele          | P          | Mauro Miele          | Luca Beltrame              | 1, 4, 6, 8  |
| Škoda       | Škoda Fabia RS Rally2  | François Delecour    | P          | François Delecour    | Sabrina De Castelli        | 1           |
| Škoda       | Škoda Fabia RS Rally2  | Michał Sołowow       | P          | Michał Sołowow       | Maciej Baran               | 2           |
| Škoda       | Škoda Fabia RS Rally2  | Armin Kremer         | P          | Armin Kremer         | Ella Kremer                | 4, 8, 12    |
| Škoda       | Škoda Fabia RS Rally2  | Armin Kremer         | P          | Armin Kremer         | Timo Gottschalk            | 5–6         |
| Škoda       | Škoda Fabia RS Rally2  | Johannes Keferböck   | P          | Johannes Keferböck   | Ilka Minor                 | 4, 12       |
| Škoda       | Škoda Fabia RS Rally2  | Alexander Villanueva | P          | Alexander Villanueva | José Murado                | 5–6, 8–10   |
| Škoda       | Škoda Fabia RS Rally2  | Zoltán László        | P          | Zoltán László        | Gábor Zsiros               | 12          |
| Škoda       | Škoda Fabia RS Rally2  | Osamu Fukunaga       | P          | Osamu Fukunaga       | Misako Saida               | 12          |
| Škoda       | Škoda Fabia RS Rally2  | Miguel Díaz-Aboitiz  | P          | Miguel Díaz-Aboitiz  | Rodrigo Sanjuan de Eusebio | 12-13       |
| Škoda       | Škoda Fabia Rally2 Evo | Johannes Keferböck   | P          | Johannes Keferböck   | Ilka Minor                 | 1, 6        |
| Škoda       | Škoda Fabia Rally2 Evo | Silvano Patera       | P          | Silvano Patera       | Stefano Tiraboschi         | 1           |
| Škoda       | Škoda Fabia Rally2 Evo | Fabrizio Arengi      | P          | Fabrizio Arengi      | Massimiliano Bosi          | 1           |
| Škoda       | Škoda Fabia Rally2 Evo | Zoltán László        | P          | Zoltán László        | Gábor Zsiros               | 1, 4–6      |
| Škoda       | Škoda Fabia Rally2 Evo | Mauro Miele          | P          | Mauro Miele          | Luca Beltrame              | 2           |
| Škoda       | Škoda Fabia Rally2 Evo | Luciano Cobbe        | P          | Luciano Cobbe        | Roberto Mometti            | 2, 5, 8–9   |
| Škoda       | Škoda Fabia Rally2 Evo | Miguel Díaz-Aboitiz  | P          | Miguel Díaz-Aboitiz  | Rodolfo del Barrio         | 2           |
| Škoda       | Škoda Fabia Rally2 Evo | Miguel Díaz-Aboitiz  | P          | Miguel Díaz-Aboitiz  | Rodrigo Sanjuan            | 5, 7, 9-10  |
| Škoda       | Škoda Fabia Rally2 Evo | Alexander Villanueva | P          | Alexander Villanueva | José Murado                | 2           |
| Škoda       | Škoda Fabia Rally2 Evo | José Luis García     | P          | José Luis García     | Daniel Cué                 | 2           |
| Škoda       | Škoda Fabia Rally2 Evo | Henk Vossen          | P          | Henk Vossen          | Radboud van Hoek           | 4           |
| Škoda       | Škoda Fabia Rally2 Evo | Aleš Zrinski         | P          | Aleš Zrinski         | Rok Vidmar                 | 4           |
| Škoda       | Škoda Fabia Rally2 Evo | Francisco Teixeira   | P          | Francisco Teixeira   | João Serôdio               | 5           |
| Škoda       | Škoda Fabia Rally2 Evo | Armin Kremer         | P          | Armin Kremer         | Timo Gottschalk            | 7           |
| Škoda       | Škoda Fabia Rally2 Evo | Osamu Fukunaga       | P          | Osamu Fukunaga       | Misako Saida               | 13          |
| Škoda       | Škoda Fabia R5         | Joakim Roman         | P          | Joakim Roman         | Ida Lidebjer-Granberg      | 2           |
| Škoda       | Škoda Fabia R5         | Eduardo Kovacs       | P          | Eduardo Kovacs       | Ruben García               | 11          |
| Fonti:      |                        |                      |            |                      |                            |             |

## Risultati e statistiche
| Gara | Nome rally                                                      | Podio | Podio | Podio                             | Podio                                                   | Podio     | Statistiche | Statistiche           | Statistiche | Statistiche | Statistiche |
| Gara | Nome rally                                                      | Pos.  | Nº    | Pilota e copilota                 | Squadra e vettura                                       | Tempo     | Speciali    | Lunghezza             | Iscritti    | Partiti     | Arrivati    |
| ---- | --------------------------------------------------------------- | ----- | ----- | --------------------------------- | ------------------------------------------------------- | --------- | ----------- | --------------------- | ----------- | ----------- | ----------- |
| 1    | 91ème Rallye Automobile Monte-Carlo (19–22 gennaio) — Resoconto | 1     | 17    | Sébastien Ogier Vincent Landais   | Toyota Gazoo Racing WRT (Toyota GR Yaris Rally1 Hybrid) | 3h12'02"0 | 18          | 325,02 km             | 75          | 75          | 67          |
| 1    | 91ème Rallye Automobile Monte-Carlo (19–22 gennaio) — Resoconto | 2     | 69    | Kalle Rovanperä Jonne Halttunen   | Toyota Gazoo Racing WRT (Toyota GR Yaris Rally1 Hybrid) | +18"8     | 18          | 325,02 km             | 75          | 75          | 67          |
| 1    | 91ème Rallye Automobile Monte-Carlo (19–22 gennaio) — Resoconto | 3     | 11    | Thierry Neuville Martijn Wydaeghe | Hyundai Shell Mobis WRT (Hyundai i20 N Rally1 Hybrid)   | +44"6     | 18          | 325,02 km             | 75          | 75          | 67          |
|      |                                                                 |       |       |                                   |                                                         |           |             |                       |             |             |             |
| 2    | 70º Rally Sweden (9–12 febbraio) — Resoconto                    | 1     | 8     | Ott Tänak Martin Järveoja         | M-Sport Ford WRT (Ford Puma Rally1 Hybrid)              | 2h25'54"5 | 18          | 301,18 km             | 51          | 51          | 45          |
| 2    | 70º Rally Sweden (9–12 febbraio) — Resoconto                    | 2     | 42    | Craig Breen James Fulton          | Hyundai Shell Mobis WRT (Hyundai i20 N Rally1 Hybrid)   | +18"7     | 18          | 301,18 km             | 51          | 51          | 45          |
| 2    | 70º Rally Sweden (9–12 febbraio) — Resoconto                    | 3     | 11    | Thierry Neuville Martijn Wydaeghe | Hyundai Shell Mobis WRT (Hyundai i20 N Rally1 Hybrid)   | +20"0     | 18          | 301,18 km             | 51          | 51          | 45          |
|      |                                                                 |       |       |                                   |                                                         |           |             |                       |             |             |             |
| 3    | 19º Rally Guanajuato Mexico (16–19 marzo) — Resoconto           | 1     | 17    | Sébastien Ogier Vincent Landais   | Toyota Gazoo Racing WRT (Toyota GR Yaris Rally1 Hybrid) | 3h16'09"4 | (23) 22     | (312,09 km) 297,27 km | 32          | 31          | 28          |
| 3    | 19º Rally Guanajuato Mexico (16–19 marzo) — Resoconto           | 2     | 11    | Thierry Neuville Martijn Wydaeghe | Hyundai Shell Mobis WRT (Hyundai i20 N Rally1 Hybrid)   | +27"5     | (23) 22     | (312,09 km) 297,27 km | 32          | 31          | 28          |
| 3    | 19º Rally Guanajuato Mexico (16–19 marzo) — Resoconto           | 3     | 33    | Elfyn Evans Scott Martin          | Toyota Gazoo Racing WRT (Toyota GR Yaris Rally1 Hybrid) | +44"6     | (23) 22     | (312,09 km) 297,27 km | 32          | 31          | 28          |
|      |                                                                 |       |       |                                   |                                                         |           |             |                       |             |             |             |
| 4    | Croatia Rally 2023 (20–23 aprile) — Resoconto                   | 1     | 33    | Elfyn Evans Scott Martin          | Toyota Gazoo Racing WRT (Toyota GR Yaris Rally1 Hybrid) | 2h50'54"3 | 20          | 301,26 km             | 55          | 54          | 38          |
| 4    | Croatia Rally 2023 (20–23 aprile) — Resoconto                   | 2     | 8     | Ott Tänak Martin Järveoja         | M-Sport Ford WRT (Ford Puma Rally1 Hybrid)              | +27"0     | 20          | 301,26 km             | 55          | 54          | 38          |
| 4    | Croatia Rally 2023 (20–23 aprile) — Resoconto                   | 3     | 4     | Esapekka Lappi Janne Ferm         | Hyundai Shell Mobis WRT (Hyundai i20 N Rally1 Hybrid)   | +58"6     | 20          | 301,26 km             | 55          | 54          | 38          |
|      |                                                                 |       |       |                                   |                                                         |           |             |                       |             |             |             |
| 5    | 56º Vodafone Rally de Portugal (12–14 maggio) — Resoconto       | 1     | 69    | Kalle Rovanperä Jonne Halttunen   | Toyota Gazoo Racing WRT (Toyota GR Yaris Rally1 Hybrid) | 3h35'11"7 | 19          | 325,35 km             | 83          | 82          | 47          |
| 5    | 56º Vodafone Rally de Portugal (12–14 maggio) — Resoconto       | 2     | 6     | Daniel Sordo Cándido Carrera      | Hyundai Shell Mobis WRT (Hyundai i20 N Rally1 Hybrid)   | +54"7     | 19          | 325,35 km             | 83          | 82          | 47          |
| 5    | 56º Vodafone Rally de Portugal (12–14 maggio) — Resoconto       | 3     | 4     | Esapekka Lappi Janne Ferm         | Hyundai Shell Mobis WRT (Hyundai i20 N Rally1 Hybrid)   | +1'20"3   | 19          | 325,35 km             | 83          | 82          | 47          |
|      |                                                                 |       |       |                                   |                                                         |           |             |                       |             |             |             |
| 6    | 20º Rally Italia Sardegna (1º–4 giugno) — Resoconto             | 1     | 11    | Thierry Neuville Martijn Wydaeghe | Hyundai Shell Mobis WRT (Hyundai i20 N Rally1 Hybrid)   | 3h40'01"4 | 19          | 320,88 km             | 71          | 71          | 59          |
| 6    | 20º Rally Italia Sardegna (1º–4 giugno) — Resoconto             | 2     | 4     | Esapekka Lappi Janne Ferm         | Hyundai Shell Mobis WRT (Hyundai i20 N Rally1 Hybrid)   | +33"0     | 19          | 320,88 km             | 71          | 71          | 59          |
| 6    | 20º Rally Italia Sardegna (1º–4 giugno) — Resoconto             | 3     | 69    | Kalle Rovanperä Jonne Halttunen   | Toyota Gazoo Racing WRT (Toyota GR Yaris Rally1 Hybrid) | +1'55"3   | 19          | 320,88 km             | 71          | 71          | 59          |
|      |                                                                 |       |       |                                   |                                                         |           |             |                       |             |             |             |
| 7    | Safari Rally Kenya 2023 (22–25 giugno) — Resoconto              | 1     | 17    | Sébastien Ogier Vincent Landais   | Toyota Gazoo Racing WRT (Toyota GR Yaris Rally1 Hybrid) | 3h30'42"5 | 19          | 355,92 km             | 32          | 31          | 20          |
| 7    | Safari Rally Kenya 2023 (22–25 giugno) — Resoconto              | 2     | 69    | Kalle Rovanperä Jonne Halttunen   | Toyota Gazoo Racing WRT (Toyota GR Yaris Rally1 Hybrid) | +6"7      | 19          | 355,92 km             | 32          | 31          | 20          |
| 7    | Safari Rally Kenya 2023 (22–25 giugno) — Resoconto              | 3     | 33    | Elfyn Evans Scott Martin          | Toyota Gazoo Racing WRT (Toyota GR Yaris Rally1 Hybrid) | +2'58"5   | 19          | 355,92 km             | 32          | 31          | 20          |
|      |                                                                 |       |       |                                   |                                                         |           |             |                       |             |             |             |
| 8    | 13. Rally Estonia (20-23 luglio) — Resoconto                    | 1     | 69    | Kalle Rovanperä Jonne Halttunen   | Toyota Gazoo Racing WRT (Toyota GR Yaris Rally1 Hybrid) | 2h36'03"1 | 21          | (300,42 km) 300,40 km | 50          | 49          | 44          |
| 8    | 13. Rally Estonia (20-23 luglio) — Resoconto                    | 2     | 11    | Thierry Neuville Martijn Wydaeghe | Hyundai Shell Mobis WRT (Hyundai i20 N Rally1 Hybrid)   | +52"7     | 21          | (300,42 km) 300,40 km | 50          | 49          | 44          |
| 8    | 13. Rally Estonia (20-23 luglio) — Resoconto                    | 3     | 4     | Esapekka Lappi Janne Ferm         | Hyundai Shell Mobis WRT (Hyundai i20 N Rally1 Hybrid)   | +59"5     | 21          | (300,42 km) 300,40 km | 50          | 49          | 44          |
|      |                                                                 |       |       |                                   |                                                         |           |             |                       |             |             |             |
| 9    | 72nd Secto Rally Finland (3-6 agosto) — Resoconto               | 1     | 33    | Elfyn Evans Scott Martin          | Toyota Gazoo Racing WRT (Toyota GR Yaris Rally1 Hybrid) | 2h33'11"3 | 22          | 320,56 km             | 66          | 66          | 49          |
| 9    | 72nd Secto Rally Finland (3-6 agosto) — Resoconto               | 2     | 11    | Thierry Neuville Martijn Wydaeghe | Hyundai Shell Mobis WRT (Hyundai i20 N Rally1 Hybrid)   | +39"1     | 22          | 320,56 km             | 66          | 66          | 49          |
| 9    | 72nd Secto Rally Finland (3-6 agosto) — Resoconto               | 3     | 18    | Takamoto Katsuta Aaron Johnston   | Toyota Gazoo Racing WRT (Toyota GR Yaris Rally1 Hybrid) | +1'36"7   | 22          | 320,56 km             | 66          | 66          | 49          |
| 10   | 67th EKO Acropolis Rally Greece (7-10 settembre) — Resoconto    | 1     | 69    | Kalle Rovanperä Jonne Halttunen   | Toyota Gazoo Racing WRT (Toyota GR Yaris Rally1 Hybrid) | 3h00'16"7 | 15          | 270,89 km             | 72          | 69          | 58          |
| 10   | 67th EKO Acropolis Rally Greece (7-10 settembre) — Resoconto    | 2     | 33    | Elfyn Evans Scott Martin          | Toyota Gazoo Racing WRT (Toyota GR Yaris Rally1 Hybrid) | +1'31"7   | 15          | 270,89 km             | 72          | 69          | 58          |
| 10   | 67th EKO Acropolis Rally Greece (7-10 settembre) — Resoconto    | 3     | 6     | Daniel Sordo Cándido Carrera      | Hyundai Shell Mobis WRT (Hyundai i20 N Rally1 Hybrid)   | +42"1     | 15          | 270,89 km             | 72          | 69          | 58          |
| 11   | Copec Rally Chile 2023 (28 settembre-1º ottobre) — Resoconto    | 1     | 8     | Ott Tänak Martin Järveoja         | M-Sport Ford WRT (Ford Puma Rally1 Hybrid)              | 3h06'38"1 | 16          | 320,98 km             | 55          | 51          | 38          |
| 11   | Copec Rally Chile 2023 (28 settembre-1º ottobre) — Resoconto    | 2     | 11    | Thierry Neuville Martijn Wydaeghe | Hyundai Shell Mobis WRT (Hyundai i20 N Rally1 Hybrid)   | +42"1     | 16          | 320,98 km             | 55          | 51          | 38          |
| 11   | Copec Rally Chile 2023 (28 settembre-1º ottobre) — Resoconto    | 3     | 33    | Elfyn Evans Scott Martin          | Toyota Gazoo Racing WRT (Toyota GR Yaris Rally1 Hybrid) | +1'06"9   | 16          | 320,98 km             | 55          | 51          | 38          |
| 12   | 1st Central Europe Rally (26-29 ottobre) — Resoconto            | 1     | 11    | Thierry Neuville Martijn Wydaeghe | Hyundai Shell Mobis WRT (Hyundai i20 N Rally1 Hybrid)   | 2h52'39"9 | 18          | 310,01 km             | 68          | 67          | 54          |
| 12   | 1st Central Europe Rally (26-29 ottobre) — Resoconto            | 2     | 69    | Kalle Rovanperä Jonne Halttunen   | Toyota Gazoo Racing WRT (Toyota GR Yaris Rally1 Hybrid) | +57"6     | 18          | 310,01 km             | 68          | 67          | 54          |
| 12   | 1st Central Europe Rally (26-29 ottobre) — Resoconto            | 3     | 8     | Ott Tänak Martin Järveoja         | M-Sport Ford WRT (Ford Puma Rally1 Hybrid)              | +1'52"8   | 18          | 310,01 km             | 68          | 67          | 54          |
| 13   | FORUM8 Rally Japan 2023 (16-19 novembre) — Resoconto            | 1     | 33    | Elfyn Evans Scott Martin          | Toyota Gazoo Racing WRT (Toyota GR Yaris Rally1 Hybrid) | 3h32'08"8 | (22) 21     | (304,12 km) 281,59 km | 36          | 35          | 29          |
| 13   | FORUM8 Rally Japan 2023 (16-19 novembre) — Resoconto            | 2     | 17    | Sébastien Ogier Vincent Landais   | Toyota Gazoo Racing WRT (Toyota GR Yaris Rally1 Hybrid) | +1'17"7   | (22) 21     | (304,12 km) 281,59 km | 36          | 35          | 29          |
| 13   | FORUM8 Rally Japan 2023 (16-19 novembre) — Resoconto            | 3     | 69    | Kalle Rovanperä Jonne Halttunen   | Toyota Gazoo Racing WRT (Toyota GR Yaris Rally1 Hybrid) | +1'46"5   | (22) 21     | (304,12 km) 281,59 km | 36          | 35          | 29          |

Legenda: Pos. = posizione; Nº = numero di gara.

## Classifiche

### Punteggio
Il punteggio rimase inalterato rispetto alla precedente edizione così come per la power stage, per la quale i punti assegnati ai primi cinque classificati nella stessa erano validi per i campionati piloti, copiloti e costruttori WRC, quest'ultimo sino a un massimo di due vetture per ogni scuderia. A parità di punteggio, in tutte le classifiche prevale chi ha ottenuto il miglior risultato e/o il maggior numero di essi.
| Posizione finale | 1ª | 2ª | 3ª | 4ª | 5ª | 6ª | 7ª | 8ª | 9ª | 10ª |
| Punti            | 25 | 18 | 15 | 12 | 10 | 8  | 6  | 4  | 2  | 1   |

| Posizione nella Power stage | 1ª | 2ª | 3ª | 4ª | 5ª |
| Punti (WRC)                 | 5  | 4  | 3  | 2  | 1  |

### Classifica generale piloti
| Pos. | Pilota               | MON | SVE | MES | CRO | POR | ITA | SAF | EST | FIN | ACR | CIL | EUR | GIA | Punti |
| ---- | -------------------- | --- | --- | --- | --- | --- | --- | --- | --- | --- | --- | --- | --- | --- | ----- |
| 1    | Kalle Rovanperä      | 21  | 43  | 4   | 42  | 1   | 31  | 2   | 1   | Rit | 1   | 41  | 2   | 3   | 250   |
| 2    | Elfyn Evans          | 43  | 52  | 3   | 1   | Rit | 4   | 35  | 42  | 1   | 2   | 32  | 311 | 1   | 216   |
| 3    | Thierry Neuville     | 34  | 3   | 23  | 331 | 5   | 1   | SQ  | 25  | 2   | 20  | 23  | 12  | 131 | 189   |
| 4    | Ott Tänak            | 52  | 14  | 92  | 2   | 42  | 352 | 61  | 84  | Rit | 43  | 14  | 35  | 62  | 174   |
| 5    | Sébastien Ogier      | 15  |     | 1   | 53  |     | 145 | 13  |     |     | 10  |     | 43  | 25  | 133   |
| 6    | Esapekka Lappi       | 8   | 71  | Rit | 35  | 3   | 2   | 124 | 3   | Rit | 5   | Rit | Rit | 43  | 113   |
| 7    | Takamoto Katsuta     | 6   | Rit | 23  | 64  | 334 | 403 | 4   | 7   | 34  | 6   | 5   | 54  | 54  | 101   |
| 8    | Daniel Sordo         | 7   |     | 5   |     | 25  | Rit | 5   |     |     | 34  |     |     | Rit | 63    |
| 9    | Teemu Suninen        |     | 15  |     |     | 10  | 6   |     | 5   | 43  |     | Rit | 6   |     | 42    |
| 10   | Oliver Solberg       | 14  | 8   | 8   | 10  | 7   | 44  | 9   | 38  | 6   |     | 6   |     |     | 33    |
| 11   | Andreas Mikkelsen    |     |     |     |     | 8   | 5   |     | 9   | 10  | 7   |     | 23  | 7   | 29    |
| 12   | Pierre-Louis Loubet  | Rit | 6   | 27  | 7   | 32  | Rit | 7   | 6   | 45  | Rit | Rit | 10  |     | 29    |
| 13   | Gus Greensmith       |     |     | 6   | 14  | 6   | Rit |     | Rit | Rit | 8   | 7   | 14  |     | 26    |
| 14   | Craig Breen          |     | 25  |     | WD  |     |     |     |     |     |     |     |     |     | 19    |
| 15   | Yohan Rossel         | 9   |     |     | 8   | 9   | 8   |     |     | 17  | 9   | 9   | Rit |     | 16    |
| 16   | Kajetan Kajetanowicz |     |     | 10  |     |     | 7   | 8   |     |     |     |     | 12  | 9   | 13    |
| 17   | Sami Pajari          | NP  | 10  |     | 13  | 22  | 29  |     | 10  | 7   |     | 8   | 13  |     | 12    |
| 18   | Jari-Matti Latvala   |     |     |     |     |     |     |     |     | 5   |     |     |     |     | 11    |
| 19   | Nikolaj Grjazin      | 10  | 11  | Rit | 9   | 30  | 34  |     |     | 9   |     | 10  |     | 8   | 10    |
| 20   | Adrien Fourmaux      | 13  |     | 16  | 12  | 15  | Rit |     |     | 8   |     |     | 8   | Rit | 8     |
| 21   | Emil Lindholm        |     | 16  | 7   | 11  |     | Rit |     | 11  | 20  |     |     | Rit |     | 6     |
| 22   | Grégoire Munster     |     |     |     |     |     |     |     |     |     |     | 13  | 7   |     | 6     |
| 23   | Mikołaj Marczyk      |     |     |     |     | 14  | 9   |     | 13  | 13  |     |     | 15  |     | 2     |
| 24   | Ole Christian Veiby  |     | 9   |     |     |     |     |     |     |     |     |     |     |     | 2     |
| 25   | Nicolas Ciamin       |     |     |     |     |     | 33  |     |     | 16  |     |     | 9   |     | 2     |
| 26   | Arai Hiroki          |     |     |     |     |     |     |     |     |     |     |     |     | 10  | 1     |
| 27   | Erik Cais            | 12  |     |     | 44  | 34  | 10  |     |     |     |     |     | 11  |     | 1     |
| 28   | Martin Prokop        |     |     | 11  |     |     | 13  | 10  |     |     |     |     |     |     | 1     |
| Pos. | Pilota               | MON | SVE | MES | CRO | POR | ITA | SAF | EST | FIN | ACR | CIL | EUR | GIA | Punti |

| Colore  | Risultato                |
| ------- | ------------------------ |
| Oro     | Vincitore                |
| Argento | 2º posto                 |
| Bronzo  | 3º posto                 |
| Verde   | Finito a punti           |
| Blu     | Finito senza punti       |
| Blu     | Non classificato (NC)    |
| Viola   | Ritirato (Rit)           |
| Nero    | Squalificato (SQ)        |
| Nero    | Escluso (ES)             |
| Bianco  | Non ha gareggiato        |
| Bianco  | Iscrizione ritirata (WD) |
| Bianco  | Non partito (NP)         |
| Bianco  | Gara cancellata (C)      |

### Classifica generale copiloti
| Pos. | Copilota               | MON | SVE | MES | CRO | POR | ITA | SAF | EST | FIN | ACR | CIL | EUR | GIA | Punti |
| ---- | ---------------------- | --- | --- | --- | --- | --- | --- | --- | --- | --- | --- | --- | --- | --- | ----- |
| 1    | Jonne Halttunen        | 21  | 43  | 4   | 42  | 1   | 31  | 2   | 1   | Rit | 1   | 41  | 2   | 3   | 250   |
| 2    | Scott Martin           | 43  | 52  | 3   | 1   | Rit | 4   | 35  | 42  | 1   | 2   | 32  | 311 | 1   | 216   |
| 3    | Martijn Wydaeghe       | 34  | 3   | 23  | 331 | 5   | 1   | SQ  | 25  | 2   | 20  | 23  | 12  | 131 | 189   |
| 4    | Martin Järveoja        | 52  | 14  | 92  | 2   | 42  | 352 | 61  | 84  | Rit | 43  | 14  | 35  | 62  | 174   |
| 5    | Vincent Landais        | 15  |     | 1   | 53  |     | 145 | 13  |     |     | 10  |     | 43  | 25  | 133   |
| 6    | Janne Ferm             | 8   | 71  | Rit | 35  | 3   | 2   | 124 | 3   | Rit | 5   | Rit | Rit | 43  | 113   |
| 7    | Aaron Johnston         | 6   | Rit | 23  | 64  | 334 | 403 | 4   | 7   | 34  | 6   | 5   | 54  | 54  | 101   |
| 8    | Cándido Carrera        | 7   |     | 5   |     | 25  | Rit | 5   |     |     | 34  |     |     | Rit | 63    |
| 9    | Mikko Markkula         |     | 15  |     |     | 10  | 6   |     | 5   | 43  |     | Rit | 6   |     | 42    |
| 10   | Elliot Edmondson       | 14  | 8   | 8   | 10  | 7   | 44  | 9   | 38  | 6   |     | 6   |     |     | 33    |
| 11   | Torstein Eriksen       |     | 9   |     |     | 8   | 5   |     | 9   | 10  | 7   |     |     | 7   | 31    |
| 12   | Nicolas Gilsoul        | Rit | 6   | 27  | 7   | 32  | Rit | 7   | 6   | 45  | Rit | Rit |     |     | 28    |
| 13   | Jonas Andersson        |     |     | 6   | 14  | 6   | Rit |     | Rit | Rit | 8   | 7   |     |     | 26    |
| 14   | James Fulton           |     | 25  |     | WD  |     |     |     | 16  | 19  |     |     |     |     | 19    |
| 15   | Arnaud Dunand          | 9   |     |     | 8   | 9   | 8   |     |     | 17  | 9   | 9   |     |     | 16    |
| 16   | Maciej Szczepaniak     |     |     | 10  |     |     | 7   | 8   |     |     |     |     |     | 9   | 13    |
| 17   | Enni Mälkönen          | NP  | 10  |     | 13  | 22  | 29  |     | 10  | 7   |     | 8   |     |     | 12    |
| 18   | Juho Hänninen          |     |     |     |     |     |     |     |     | 5   |     |     |     |     | 11    |
| 19   | Konstantin Aleksandrov | 10  | 11  | Rit | 9   | 30  | 34  |     |     | 9   |     | 10  |     | 8   | 10    |
| 20   | Alexandre Coria        | 13  |     | 16  | 12  | 15  | Rit |     |     | 8   |     |     | 8   | Rit | 8     |
| 21   | Reeta Hämäläinen       |     | 16  | 7   | 11  |     | Rit |     | 11  | 20  |     |     |     |     | 6     |
| 22   | Louis Louka            |     |     |     |     |     |     |     |     |     |     | 12  | 7   |     | 6     |
| 23   | Szymon Gospodarczyk    |     |     |     |     | 14  | 9   |     | 13  | 13  |     |     |     |     | 2     |
| 24   | Yannick Roche          |     |     |     |     |     |     |     |     |     |     |     | 9   |     | 2     |
| 25   | Benjamin Veillas       |     |     |     |     |     |     |     |     |     |     |     | 10  |     | 1     |
| 26   | Hiroki Tachikui        |     |     |     |     |     |     |     |     |     |     |     |     | 10  | 1     |
| 27   | Zdeněk Jůrka           |     |     |     |     |     |     | 10  |     |     |     |     |     |     | 1     |
| 28   | Petr Těšínský          | 12  |     |     | 44  | 34  | 10  |     |     |     |     |     |     |     | 1     |
| Pos. | Copilota               | MON | SVE | MES | CRO | POR | ITA | SAF | EST | FIN | ACR | CIL | EUR | GIA | Punti |

| Colore  | Risultato                |
| ------- | ------------------------ |
| Oro     | Vincitore                |
| Argento | 2º posto                 |
| Bronzo  | 3º posto                 |
| Verde   | Finito a punti           |
| Blu     | Finito senza punti       |
| Blu     | Non classificato (NC)    |
| Viola   | Ritirato (Rit)           |
| Nero    | Squalificato (SQ)        |
| Nero    | Escluso (ES)             |
| Bianco  | Non ha gareggiato        |
| Bianco  | Iscrizione ritirata (WD) |
| Bianco  | Non partito (NP)         |
| Bianco  | Gara cancellata (C)      |

### Classifica costruttori WRC
Come nella precedente stagione, soltanto le migliori due vetture classificate per squadra potevano marcare punti per la classifica costruttori. Per quanto concerne i piazzamenti ottenuti nella power stage, soltanto le prime due vetture di ogni scuderia classificatesi tra le prime cinque potevano invece raccogliere i punti; un'eventuale terza vettura, oppure una vettura di una squadra non iscritta al campionato costruttori, che avesse dovuto terminare la prova tra le prime cinque, non avrebbe preso punti ma allo stesso tempo non sarebbe nemmeno stata "trasparente", ovvero i punti che avrebbe conquistato nella power stage non sarebbero stati assegnati ad alcuno, venendo pertanto "bruciati".
| Pos. | Costruttori/Squadre     | Nº | Pilota    | MON  | SVE | MES | CRO | POR | ITA   | SAF   | EST | FIN | ACR | CIL | EUR   | GIA | Punti |
| ---- | ----------------------- | -- | --------- | ---- | --- | --- | --- | --- | ----- | ----- | --- | --- | --- | --- | ----- | --- | ----- |
| 1    | Toyota Gazoo Racing WRT | 17 | Ogier     | 1(5) |     | 1   | 43  |     | NC(5) | 13    |     |     | NC  |     | 43    | 25  | 548   |
| 1    | Toyota Gazoo Racing WRT | 18 | Katsuta   |      | Rit |     | (4) | 64  | (3)   |       | NC  | 34  |     | NC  |       |     | 548   |
| 1    | Toyota Gazoo Racing WRT | 33 | Evans     | NC3  | 52  | 3   |     | Rit | 4     | NC(5) | 42  | 1   | 2   | 32  | NC(1) | 1   | 548   |
| 1    | Toyota Gazoo Racing WRT | 69 | Rovanperä | 21   | 43  | 4   | 32  | 1   | 31    | 2     | 1   | Rit | 1   | 41  | 2     | NC  | 548   |
| 2    | Hyundai Shell Mobis WRT | 4  | Lappi     | NC   | NC1 | Rit | 25  | 3   | 2     | 64    | 3   | Rit | 5   | Rit | Rit   | 3   | 432   |
| 2    | Hyundai Shell Mobis WRT | 6  | Sordo     | 5    |     | 5   |     | 25  | Rit   | 3     |     |     | 34  |     |       | Rit | 432   |
| 2    | Hyundai Shell Mobis WRT | 11 | Neuville  | 34   | 3   | 23  | 61  | NC  | 1     | SQ    | 25  | 2   | NC  | 23  | 12    | 51  | 432   |
| 2    | Hyundai Shell Mobis WRT | 42 | Breen     |      | 25  |     |     |     |       |       |     |     |     |     |       |     | 432   |
| 2    | Hyundai Shell Mobis WRT | 3  | Suninen   |      |     |     |     |     |       |       | NC  | 43  |     | Rit | 5     |     | 432   |
| 3    | M-Sport Ford WRT        | 7  | Loubet    | Rit  | 6   | NC  | 5   | 5   | Rit   | 5     | 5   | 5   | Rit | Rit | 8     |     | 287   |
| 3    | M-Sport Ford WRT        | 8  | Tänak     | 42   | 14  | 92  | 1   | 42  | 52    | 41    | 64  | Rit | 43  | 14  | 35    | 42  | 287   |
| 3    | M-Sport Ford WRT        | 16 | Fourmaux  |      |     |     |     |     |       |       |     |     |     |     |       | Rit | 287   |
| Pos. | Costruttori/Squadre     | Nº | Pilota    | MON  | SVE | MES | CRO | POR | ITA   | SAF   | EST | FIN | ACR | CIL | EUR   | GIA | Punti |

| Colore  | Risultato                |
| ------- | ------------------------ |
| Oro     | Vincitore                |
| Argento | 2º posto                 |
| Bronzo  | 3º posto                 |
| Verde   | Finito a punti           |
| Blu     | Finito senza punti       |
| Blu     | Non classificato (NC)    |
| Viola   | Ritirato (Rit)           |
| Nero    | Squalificato (SQ)        |
| Nero    | Escluso (ES)             |
| Bianco  | Non ha gareggiato        |
| Bianco  | Iscrizione ritirata (WD) |
| Bianco  | Non partito (NP)         |
| Bianco  | Gara cancellata (C)      |

### Classifiche FIA Masters Cup
Potevano prendere parte alla FIA Masters Cup soltanto i concorrenti nati il o prima del 1º gennaio 1973 che avessero gareggiato con vetture appartenenti alle categorie del gruppo R al di sotto della Rally1, ovvero RC2, RC3, RC4, RC5 e/o R-GT.

#### Classifica piloti
| Pos. | Pilota                  | MON | SVE | MES | CRO | POR | ITA | SAF | EST | FIN | ACR | CIL | EUR | GIA | Punti |
| ---- | ----------------------- | --- | --- | --- | --- | --- | --- | --- | --- | --- | --- | --- | --- | --- | ----- |
| 1    | Alexander Villanueva    |     | 3   |     |     | 1   | 3   |     | 1   | 1   | Rit |     |     | WD  | 105   |
| 2    | Armin Kremer            |     |     |     | 1   | Rit | Rit | 1   | 4   |     |     |     | 1   |     | 87    |
| 3    | Miguel Díaz-Aboitiz     |     | 4   |     |     | Rit |     | Rit |     | 2   | 1   |     | 4   | 3   | 82    |
| 4    | Johannes Keferböck      | 3   |     |     | 2   |     | 1   |     |     |     | WD  |     | 2   |     | 76    |
| 5    | Zoltán László           | 4   |     |     | 3   | 3   | 4   |     |     |     |     |     | 3   |     | 69    |
| 6    | Jason Bailey            |     |     | 1   |     |     |     | 2   |     |     |     |     |     | 4   | 55    |
| 7    | Mauro Miele             | 2   | Rit |     | Rit |     | 2   |     | 2   | WD  |     |     |     |     | 54    |
| 8    | Luciano Cobbe           |     | 5   |     |     | 2   |     |     | 3   | Rit |     |     |     |     | 43    |
| 9    | Eamonn Boland           | Rit |     |     | 5   |     |     |     |     |     |     |     | Rit | 2   | 28    |
| 10   | François Delecour       | 1   |     |     |     |     |     |     |     |     |     |     |     |     | 25    |
| 11   | Michał Sołowow          |     | 1   |     |     |     |     |     |     |     |     |     |     |     | 25    |
| 12   | Eduardo Kovacs          |     |     |     |     |     |     |     |     |     |     | 1   |     |     | 25    |
| 13   | Osamu Fukunaga          |     |     |     |     |     |     |     |     |     |     |     | Rit | 1   | 25    |
| 14   | Henk Vossen             | 7   |     |     | 6   |     |     |     |     |     |     |     | 5   |     | 24    |
| 15   | Nasser Al-Atya          |     |     |     |     | 5   | 5   |     | WD  | WD  | WD  |     |     |     | 20    |
| 16   | Georgios Vasilakis      |     |     |     |     |     |     | Rit |     |     | 2   |     |     |     | 18    |
| 17   | Miguel Zaldivar         |     | 2   |     |     | Rit |     |     | WD  |     |     |     |     |     | 18    |
| 18   | Aleš Zrinski            |     |     |     | 4   |     |     |     |     |     |     |     |     |     | 12    |
| 19   | Francisco Teixeira      |     |     |     |     | 4   |     |     |     |     |     |     |     |     | 12    |
| 20   | Silvano Patera          | 5   |     |     |     |     |     |     |     |     |     |     |     |     | 10    |
| 21   | Joakim Roman            |     | 6   |     |     |     |     |     |     |     |     |     |     |     | 8     |
| 22   | Fabrizio Arengi         | 6   |     |     |     |     |     |     |     |     |     |     |     |     | 8     |
| 23   | José Luis García Molina |     | 7   |     |     |     |     |     |     |     |     |     |     |     | 6     |
| 24   | Daniel Alonso Villarón  | 8   | Rit |     |     |     |     |     |     |     |     |     |     |     | 4     |
| Pos. | Pilota                  | MON | SVE | MES | CRO | POR | ITA | SAF | EST | FIN | ACR | CIL | EUR | GIA | Punti |

| Colore  | Risultato                |
| ------- | ------------------------ |
| Oro     | Vincitore                |
| Argento | 2º posto                 |
| Bronzo  | 3º posto                 |
| Verde   | Finito a punti           |
| Blu     | Finito senza punti       |
| Blu     | Non classificato (NC)    |
| Viola   | Ritirato (Rit)           |
| Nero    | Squalificato (SQ)        |
| Nero    | Escluso (ES)             |
| Bianco  | Non ha gareggiato        |
| Bianco  | Iscrizione ritirata (WD) |
| Bianco  | Non partito (NP)         |
| Bianco  | Gara cancellata (C)      |

#### Classifica copiloti
| Pos. | Copilota           | MON | SVE | MES | CRO | POR | ITA | SAF | EST | FIN | ACR | CIL | EUR | GIA | Punti |
| ---- | ------------------ | --- | --- | --- | --- | --- | --- | --- | --- | --- | --- | --- | --- | --- | ----- |
| 1    | Roberto Mometti    |     | 1   |     |     | 1   |     |     | 1   | Rit |     |     |     |     | 75    |
| 2    | MJ                 | Rit |     |     | 1   |     |     |     |     |     |     |     | Rit | 1   | 50    |
| 3    | Radboud van Hoek   |     |     |     | 2   |     |     |     |     |     |     |     | 1   |     | 43    |
| 4    | Annemieke Hulzebos | 1   |     |     |     |     |     |     |     |     |     |     |     |     | 25    |
| 5    | Nikolaos Intzoglou |     |     |     |     |     |     |     |     |     | 1   |     |     |     | 25    |
| Pos. | Copilota           | MON | SVE | MES | CRO | POR | ITA | SAF | EST | FIN | ACR | CIL | EUR | GIA | Punti |

| Colore  | Risultato                |
| ------- | ------------------------ |
| Oro     | Vincitore                |
| Argento | 2º posto                 |
| Bronzo  | 3º posto                 |
| Verde   | Finito a punti           |
| Blu     | Finito senza punti       |
| Blu     | Non classificato (NC)    |
| Viola   | Ritirato (Rit)           |
| Nero    | Squalificato (SQ)        |
| Nero    | Escluso (ES)             |
| Bianco  | Non ha gareggiato        |
| Bianco  | Iscrizione ritirata (WD) |
| Bianco  | Non partito (NP)         |
| Bianco  | Gara cancellata (C)      |

### Annotazioni
1. ↑  I vincitori dei titoli piloti e copiloti facevano parte di due equipaggi differenti.
2. ↑  usata da Villanueva solo nel Rally di Svezia, mentre usata per tutta la stagione da Mometti
3. 1 2  Rally del Messico: la distanza prevista era di 23 prove speciali per un totale di 312,09 km; nel corso della competizione è stata cancellata la PS15 di 14,82 km.
4. ↑  Rally d'Estonia: la distanza prevista era di 300,42 km; nel corso della competizione è stata accorciata la PS17 di 20 m spostando in avanti la linea di partenza.
5. 1 2  Rally del Giappone: la distanza prevista era di 22 prove speciali per un totale di 304,12 km; nel corso della competizione è stata cancellata la PS4 di 22,53 km.
6. 1 2  Nikolaj Grjazin e Konstantin Aleksandrov sono russi, tuttavia erano costretti a correre da atleti neutrali per rispettare le restrizioni imposte dal TAS di Losanna dopo la sentenza sul doping di Stato che ha coinvolto l'agenzia antidoping russa.

### Fonti
1. ↑  https://www.formulapassion.it/motorsport/rally/wrc-team-e-piloti-del-mondiale-2023
2. ↑  (EN) Calendario ufficiale, su wrc.com, WRC Promoter GmbH. URL consultato il 6 gennaio 2023 (archiviato il 6 gennaio 2023).
3. ↑  (EN) FIA World Motor Sport Council acknowledges milestones in final meeting of 2022 in Bologna, su fia.com, FIA, 7 dicembre 2022. URL consultato il 29 marzo 2023 (archiviato il 13 dicembre 2022).
4. 1 2 3  (EN, FR) Regolamento sportivo ufficiale FIA 2023 (PDF), su fia.com, FIA, 28 aprile 2023,  pp. 16-18. URL consultato il 27 luglio 2023 (archiviato il 27 luglio 2023).
5. 1 2 3  (EN) Risultati ufficiali dei singoli appuntamenti, su wrc.com, WRC Promoter GmbH. URL consultato il 14 gennaio 2023.
6. 1 2 3  (EN) 91e Rallye Automobile Monte-Carlo - Amended entry list (PDF), su app-cdn.sportity.com, 17 gennaio 2023. URL consultato il 29 gennaio 2023 (archiviato il 20 gennaio 2023).
7. 1 2 3  (EN) Rally Sweden 2023 - Amended entry list (PDF), su app-cdn.sportity.com, 8 febbraio 2023. URL consultato il 9 febbraio 2023 (archiviato il 9 febbraio 2023).
8. 1 2 3  (EN) Rally Guanajuato México 2023 - Amended entry list (PDF), su app-cdn.sportity.com, 15 marzo 2023. URL consultato il 17 marzo 2023 (archiviato il 17 marzo 2023).
9. 1 2 3  (EN) Croatia Rally 2023 - Amended entry list (PDF), su app-cdn.sportity.com, 17 aprile 2023. URL consultato il 20 aprile 2023 (archiviato il 20 aprile 2023).
10. 1 2 3  (EN) Vodafone Rally de Portugal 2023 - Amended entry list (PDF), su app-cdn.sportity.com, 10 maggio 2023. URL consultato il 23 maggio 2023 (archiviato il 23 maggio 2023).
11. 1 2 3  (EN) Rally Italia Sardegna 2023 - Amended entry list (PDF), su app-cdn.sportity.com, 31 maggio 2023. URL consultato il 5 giugno 2023 (archiviato il 5 giugno 2023).
12. 1 2 3  (EN) Safari Rally Kenya 2023 - Second amended entry list (PDF), su app-cdn.sportity.com, 20 giugno 2023. URL consultato il 29 giugno 2023 (archiviato il 29 giugno 2023).
13. 1 2 3 4 5  (EN) WRC Rally Estonia 2023 - Amended entry list (PDF), su app-cdn.sportity.com, 18 luglio 2023. URL consultato il 26 luglio 2023 (archiviato il 26 luglio 2023).
14. 1 2 3 4 5  (EN) Secto Rally Finland - Amended entry list (PDF), su app-cdn.sportity.com, 2 agosto 2023. URL consultato l'8 agosto 2023 (archiviato l'8 agosto 2023).
15. ↑   Entry List EKO Acropolis Rally Greece 2023, su ewrc-results.com. URL consultato il 12 agosto 2023 (archiviato dall'url originale l'11 agosto 2023).
16. ↑   Entry List Rally Chile BIOBÍO 2023, su ewrc-results.com. URL consultato il 5 settembre 2023.
17. ↑   Entry list Central European Rally 2023, su ewrc-results.com. URL consultato il 6 ottobre 2023.
18. 1 2   Entry list FORUM8 Rally Japan 2023, su ewrc-results.com. URL consultato il 23 ottobre 2023.